# Климов, Юрий Михайлович
Ю́рий Миха́йлович Кли́мов (22 июля 1940, Сыктывкар, Коми АССР, РСФСР, СССР — 17 октября 2022) — советский гандболист и тренер.
Заслуженный мастер спорта СССР (1973), олимпийский чемпион 1976 года. Кавалер ордена Трудового Красного Знамени (1976). Член КПСС с 1976 года.

## Карьера

### Клубная
Начал играть в гандбол будучи студентом Ленинградского политехнического института, вышел вместе с институтским клубом «Политехник» в высшую лигу и стал одним из лучших бомбардиров чемпионата.
Следующей командой в его карьере стала МАИ. В её составе семь раз становился чемпионом Советского Союза и один раз выигрывал кубок страны. Становился обладателем Кубка европейских чемпионов и Кубка кубков.

### В сборной
Впервые был вызван в сборную СССР в 1963 году. Участвовал в пяти мировых первенствах, на ЧМ-1978 вместе с командой занял второе место.
Принимал участие в олимпийском турнире на XX летних Олимпийских играх, где сборная СССР заняла 5-е место. На турнире забросил 7 мячей в 6 проведённых матчах. Накануне Игр в Монреале принял решение вернуться в сборную, стал капитаном команды. На турнире забросил в 6 матчах 12 мячей и стал олимпийским чемпионом.
Всего за сборную СССР провёл 173 матча, в которых забросил 423 мяча. В 1968 году играл в составе сборной мира в матче против сборной Чехословакии.

### Тренерская
С 1979 года был тренером молодёжной сборной СССР, а с 1980 по 1982 год — тренером первой сборной Советского союза.
В 2006 году привёл сборную Ирана к бронзовым медалям Азиатских игр. Позже тренировал иранский клуб «Зоб Ахан».
Скончался 17 октября 2022 года. Похоронен на Троекуровском кладбище Москвы (участок 21).

## Достижения

### В качестве игрока

#### Клубные
- Чемпион СССР (7): 1965, 1968, 1970, 1971, 1972, 1974, 1975
- Обладатель Кубка СССР: 1977
- Победитель Кубка европейских чемпионов: 1973
- Победитель Кубка обладателей кубков: 1977

#### В сборной
- Олимпийский чемпион: 1976
- Серебряный призёр чемпионата мира: 1978

### В качестве тренера
- Бронзовый призёр летних Азиатских игр: 2006